# لوكاس رودريغيز (لاعب كرة قدم)
لوكاس رودريغيز (بالإسبانية: Lucas Rodríguez)‏ (8 فبراير 1986 ببوينس آيرس في الأرجنتين - ) هو لاعب كرة قدم أرجنتيني في مركز الوسط. لعب مع Jacksonville Armada FC ‏ وKansas City Brass ‏ وMinnesota United FC (2010–2016) ‏.

## وصلات خارجية
- لوكاس رودريغيز (لاعب كرة قدم) على موقع قاعدة بيانات كرة القدم.إي يو (الإنجليزية)